# 4571 Grumiaux
4571 Grumiaux (1985 RY3) là một tiểu hành tinh vành đai chính được phát hiện ngày 8 tháng 9 năm 1985 bởi Henri Debehogne ở La Silla.